# Juvenal Briceño
Pour les articles homonymes, voir Briceño.
Juvenal Briceño Ramos, né le 11 décembre 1965 à Arequipa au Pérou, est un footballeur péruvien. Il jouait au poste d'attaquant avant de devenir entraîneur.

## Biographie

### Carrière de joueur
Juvenal Briceño commence sa carrière au sein du FBC Melgar d'Arequipa en 1984. Meilleur buteur du championnat du Pérou 1986 avec 16 buts, il rejoint l'Universitario de Deportes en 1987 et y est sacré champion la même année. Il dispute avec ce dernier club deux éditions de la Copa Libertadores (1988 et 1989) pour un total de 13 matchs joués et trois buts inscrits.
Il retourne brièvement au FBC Melgar en 1990 avant de passer en 1991 au Sporting Cristal, sollicité par Juan Carlos Oblitas qui l'avait déjà dirigé à l'Universitario de Deportes. Néanmoins, sa carrière de joueur termine de façon abrupte à 25 ans puisque, victime d'un accident de moto, il se voit amputer une jambe,.

## Palmarès(joueur)
| FBC Melgar - Championnat du Pérou : - Meilleur buteur : 1986 (16 buts). |  | Universitario de Deportes - Championnat du Pérou (1) : - Champion : 1987. |  | Sporting Cristal - Championnat du Pérou (1) : - Champion : 1991. |